# Pierre Favre (jésuite)
Pour les articles homonymes, voir Pierre Favre et Favre.
Pierre Favre, né le 13 avril 1506 au Villaret, hameau de Saint-Jean-de-Sixt, dans le duché de Savoie, et mort le 1er août 1546 à Rome, est un prêtre de la compagnie de Jésus savoyard et compagnon d'Ignace de Loyola.
Il est le premier prêtre de la Compagnie de Jésus, et est le créateur des premiers collèges jésuites.
Il est béatifié le 5 septembre 1872 par le pape Pie IX, puis canonisé le 17 décembre 2013 par le pape François. Il est fêté liturgiquement le 2 août de chaque année,.

## Jeunesse et premières études
Pierre Favre naquit dans le village du Villaret, dans le massif des Aravis (alors dans le diocèse de Genève), un hameau de montagne dans une famille d'agriculteurs. Pierre décrit ses parents comme de « vertueux catholiques et très pieux ».
Il commence ses études dans la commune de la Thônes puis au collège de La Roche-sur-Foron avec le maitre Pierre Veillard, érudit vertueux qui exercera une grande influence sur lui. Il est également encouragé par son oncle paternel, Mamert Favre, prieur du monastère de la chartreuse du Reposoir qui finançera la suite de ses études à l'université de la Sorbonne (Paris).
Fidèle en amitié, Pierre Favre restera toute sa vie en contact avec les chartreux, surtout ceux de Cologne (notamment Lanspergius et le prieur Peter Blommeveen), dont le soutien durant ses voyages apostoliques en Allemagne lui fut très précieux.

## À Paris: études et rencontre avec Ignace de Loyola

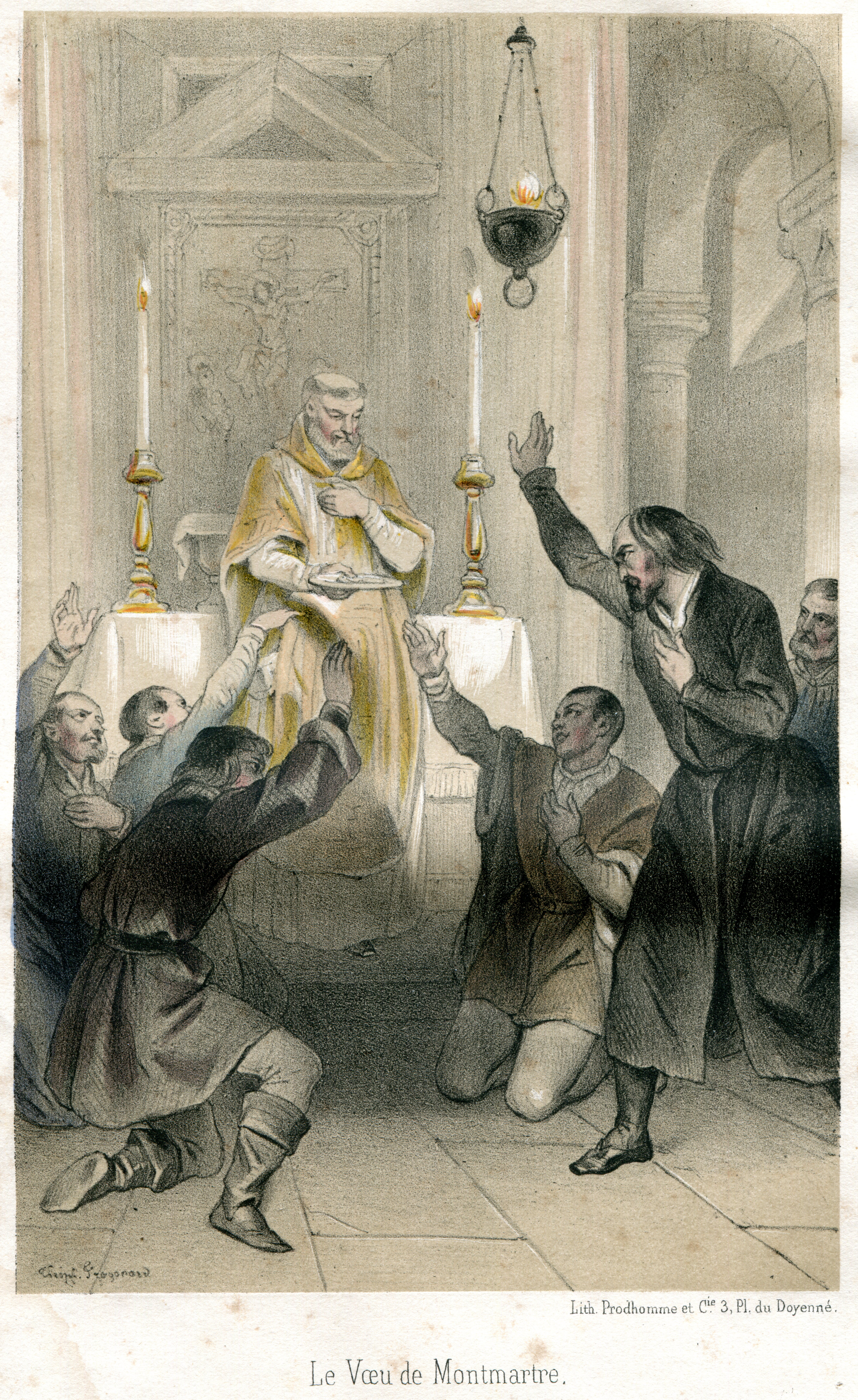
Le Vœu de Montmartre par T Fragonard, 1845

En 1525, il part étudier à Paris, d'abord au collège de Montaigu, puis au collège Sainte-Barbe où il a François Xavier comme camarade de chambre. Peu après un troisième étudiant, Ignace de Loyola, les rejoint. Alors que François Xavier est plus réservé, une profonde amitié se lie entre Pierre Favre et Ignace de Loyola. Le premier devient le répétiteur du second et Ignace, qui a déjà 34 ans et une grande expérience spirituelle, aide Pierre à surmonter ses tentations et ses scrupules.
En 1530, Favre est bachelier ès arts et poursuit une licence en théologie. En 1534, il fait les Exercices spirituels sous la direction d'Ignace de Loyola et pénètre si profondément dans cette voie vers Dieu que, plus tard, Ignace le considérera comme celui qui les donne le mieux.
Le 15 août 1534, le groupe des sept « amis dans le Seigneur » rassemblés par Ignace de Loyola monte à la chapelle Saint-Denis à Montmartre — alors à l'extérieur de Paris — pour se consacrer à Dieu par les vœux de pauvreté et de chasteté, c’est Pierre Favre, tout juste ordonné prêtre le 30 mai 1534, qui célèbre la messe et reçoit leur engagement religieux et apostolique. Peu après, il remplace également Ignace à la tête du groupe lorsque ce dernier doit retourner dans son pays natal pour des raisons de santé. Pierre Favre reçoit pendant ce temps là trois nouveaux compagnons : Jean Codure, Claude Le Jay et Paschase Broët.
En 1536, Favre obtient une maîtrise en arts.

## Cofondateur de la Compagnie de Jésus
En janvier 1537, tous les « amis dans le Seigneur » (qui sont alors au nombre de onze) se retrouvent avec Ignace à Venise. Ceux qui sont prêts y sont ordonnés prêtres. Le séjour à Venise, avec une aide portée aux malades des hôpitaux des villes avoisinantes, est la dernière préparation spirituelle avant de se rendre à Rome pour se placer au service de l'Église et du pape.
Arrivé à Rome en 1538, Pierre Favre enseigne la théologie à l'université La Sapienza tout en préparant avec les autres le projet de fondation de la Compagnie de Jésus qui sera approuvé le 27 septembre 1540 par le pape Paul III dans la bulle pontificale Regimini militantis ecclesiæ.

## Missions apostoliques
Immédiatement après — fin 1540 —, Favre commence une vie itinérante missionnaire, parcourant plusieurs pays d'Europe et travaillant au renouvellement spirituel et à la réforme du catholicisme. Il est d’abord à Parme où durant 18 mois il donne les Exercices spirituels et réforme plusieurs couvents et monastères.
Le pape l’envoie ensuite aux colloques de Worms et Ratisbonne, en Allemagne. Les contacts avec les protestants n'étaient pas encore rompus : on espérait y trouver un accord qui éviterait le schisme. Le colloque fut un échec mais le séjour de Favre en Allemagne lui ouvrit les yeux : l'ignorance religieuse du peuple chrétien et l'immoralité du clergé étaient les causes principales du progrès du protestantisme. Ce sont les lettres de Favre à Ignace qui firent comprendre à ce dernier l'étendue de la désaffection des Allemands vis-à-vis de Rome et les dangers du protestantisme. Ce fut un tournant dans les premières orientations apostoliques de la Compagnie de Jésus.
En 1541, il vient passer le mois d'août dans la vallée de Thônes ou il retrouve sa famille et son village natal du Villaret. À cette occasion il séjourne deux jours au château d'Alex.
Favre fait ensuite un voyage en Espagne où son sens de l’amitié lui permit d’établir des contacts utiles pour la Compagnie de Jésus : Saragosse, Madrid, Ocaña et Tolède.
En 1542, il est de retour en Allemagne, à Spire et Mayence, où il donne les Exercices spirituels, entre autres, au printemps 1543, à Pierre Canisius qui entrera plus tard dans la Compagnie de Jésus. À Mayence qu'il vénérait particulièrement la croix sainte de Mayence, qui a été conservée aujourd'hui au grand séminaire de Mayence. Il a mentionné à plusieurs reprises dans son Memoriale, le journal spirituel. En 1544, il fonde le collège de Cologne avec l’aide des chartreux. Il visite également Anvers et Louvain.
À la demande du pape Paul III, Pierre Favre se rend à la cour du Portugal pour une mission spéciale. En Espagne, en 1545, il fonde des communautés jésuites à Valladolid et Alcala ; mais ces voyages incessants minent sa santé. Rappelé à Rome pour s'y préparer à participer comme légat du pape au concile de Trente, Pierre Favre s’éteint épuisé le 1er août 1546 dans les bras même — dit-on — d'Ignace de Loyola. Il est premièrement enterré dans l'église Notre-Dame du Chemin. Lorsque celle-ci fut démolie pour permettre la construction de l'actuelle église du Gesù, ses restes et ceux d'autres parmi les premiers jésuites furent exhumés pour y être réenterrés ensuite.
Il reposait depuis dans la crypte de l'église tout près de l'entrée, mais en 1598 l'église a été détruite par une inondation et la dépouille de Pierre Favre a été emportée sans avoir pu être retrouvée.

## Évaluation
Mort à 40 ans, Favre est moins connu que d’autres parmi les premiers compagnons jésuites. Cependant, il occupe une place très importante dans l’histoire de la fondation de la Compagnie de Jésus ; d'abord parce qu'il faisait partie du noyau initial des trois « amis dans le Seigneur » fondé dans la chambre du collège Sainte-Barbe à Paris avec Ignace de Loyola et François Xavier, ensuite parce qu'Ignace de Loyola avait la plus grande confiance en lui — Pierre Favre fut chargé de guider le petit groupe lorsqu'il s'absenta pour un long séjour de santé dans son pays de 1535 à 1536. De plus, au moment de l'élection du premier supérieur général de la Compagnie, il apparut clairement que Pierre Favre faisait l'unanimité comme second choix, si Ignace de Loyola avait persévéré dans le refus de son élection.
Simon Rodrigues, un des premiers compagnons et par ailleurs très différent de Favre, laissa de lui ce souvenir : « Il avait une rare et délicieuse douceur de rapports, que je n’ai trouvé chez personne à ce degré ». Il avait ainsi une manière charmante de converser qui lui faisait gagner cœurs et esprits, y compris parmi les luthériens. Instinctivement Pierre Favre préférait le contact personnel et la conversation amicale aux sermons dans les églises ou aux cours à donner à de grands auditoires. Son intégrité morale et sa sincérité évidente facilitaient le contact ; il persuadait sans avoir besoin d’insister. Il entra ainsi sans difficulté dans l’esprit des Exercices spirituels — un apostolat typique de l’amitié et de la conversation spirituelle — et les donnait remarquablement bien — aux dires même d'Ignace de Loyola.

Pierre Favre n’était ni un philosophe, ni un théologien, au sens technique du mot. Les seuls écrits qu'il nous ait laissés sont ses lettres et un Mémorial qui est une autobiographie spirituelle, rédigée de 1542 à 1545 dans laquelle il fait une approche du divin par le biais de l'affection intime et du sentiment. Il n'hésitait pas à s'adresser directement au Christ et aux anges, comme dans l'extrait ci-dessous, où il raconte son installation dans une nouvelle demeure : 

« Dans chaque pièce et dans chaque salle de la maison, je dis à genoux cette prière : « Visitez cette demeure, nous vous en prions, Seigneur ; écartez d'elle toutes les embûches de l'ennemi, pour que vos saints anges y habitent et nous gardent dans la paix, et que votre bénédiction soit sur nous à jamais, par le Christ notre Seigneur. » Je le fis avec une vraie dévotion et avec le sentiment qu'il était convenable et bon d'agir ainsi en entrant pour la première fois quelque part. J'invoquai ensuite les anges gardiens des voisins et je sentis que cela était convenable et bon quand on change de quartier. Je priai pour que mes compagnons de logis et moi, nous n'ayons à subir aucun mal de la part des mauvais esprits du voisinage et tout spécialement celui de la fornication. »

Niccolò Orlandini a écrit la Vie du P. Favre dans la 1re partie de l’Historia Societatis Jesu, Rome, 1615, in-fol., et on l’a réimprimée à part à Lyon, 1617, in-8°, ornée d’un portrait de ce saint religieux, au-dessous duquel on lit ces deux vers :

« Pastor, virgo, pius ; pavit, domuit, coluitque,
Fronde, fame, votis, agmina, membra, Deum. »

Cette Vie a été traduite en italien par le P. Terenzio Alciati, jésuite, sous le nom d’Emilio Tacito, Rome, 1629, in-8°.

## Écrits
- Mémorial de Pierre Favre, édité par Michel de Certeau, Paris, 1959,  (ISBN 978-2-220-05704-0).
- « Fabri Monumenta », dans MHSI (vol. 48), Rome, 1972.